# James Forbes (botaniste)
Pour les articles homonymes, voir Forbes (homonymie).
James Forbes est un jardinier et un botaniste britannique, né en mai 1773 à Bridgend dans le Perthshire et mort le 6 juillet 1861 à Woburn Abbey dans le Beds.

## Biographie
Il est le jardinier du duc de Bedfors à Woburn Abbey. Il devient associé à la Société linnéenne de Londres en 1832. Il est l’auteur de Salictum Woburnense (1829), Hortus Woburnensis (1833), Journal of Horticultural Tour through Germany, Belgium and Part of France in... 1835 (1837) et Pinetum Woburnense (1839). Sir William Jackson Hooker (1785-1865) lui dédie l’espèce Oncidium forbesii de la famille des Orchidaceae. Forbes est devenu membre de la Royal Society le 24 mars 1803.

## Source
- Ray Desmond (1994). Dictionary of British and Irish Botanists and Horticulturists including Plant Collectors, Flower Painters and Garden Designers. Taylor & Francis and The Natural History Museum (Londres).